# Victoire de l'album
 (avril 2025).
La Victoire de l'album de l'année est une récompense musicale française décernée annuellement lors des Victoires de la musique.  
Elle vient primer le meilleur album de l'année, selon les critères d'un collège de professionnels. 
Elle est décernée sans discontinuer entre 1985 et 1998 puis disparait jusqu’en 2011, année où la cérémonie se déroule (pour la première et dernière fois) au cours de deux soirées. La Victoire de l'album de l'année est alors attribuée, lors de la seconde soirée, à l’un des albums récipiendaires des récompenses : Chansons/Variétés, Rock, Musiques du monde, Musiques électroniques et Musiques urbaines. 
Elle fait son retour en 2020 ; dans un souci de clarté et pour éviter de cataloguer les artistes, l'organisation des Victoires de la musique décide de fusionner les catégories Chansons/Variétés, Rock, Musiques du monde, Musiques électroniques, Musiques urbaines et Rap en une seule et même récompense.

## Palmarès

### Années 1980
- 1985 : Love on the Beat de Serge Gainsbourg
- 1986 : Sauver l'amour de Daniel Balavoine
- 1987 : The No Comprendo de Rita Mitsouko
- 1988 : Nougayork de Claude Nougaro

### Années 1990
- 1990 : Sarbacane de Francis Cabrel
- 1991 : Nickel d'Alain Souchon
- 1992 : Sheller en solitaire de William Sheller
- 1993 : Caché derrière de Laurent Voulzy
- 1994 : Rio Grande d'Eddy Mitchell
- 1995 : Samedi soir sur la Terre de Francis Cabrel (2)
- 1996 : Défoule sentimentale d'Alain Souchon (2)
- 1997 : Mr. Eddy d'Eddy Mitchell (2)
- 1998 : L'École du micro d'argent de IAM

### Années 2010
- 2011 : Ginger de Gaëtan Roussel
- 2012 à 2019 : non décernée

### Années 2020
- 2020 : Âme fifties d'Alain Souchon (3)
- 2021 : Grand Prix de Benjamin Biolay
- 2022 : Cœur de Clara Luciani
- 2023 : Multitude de Stromae
- 2024 : La Symphonie des éclairs de Zaho de Sagazan
- 2025 : Recommence-moi de Santa